# Кохання Паріса та Єлени

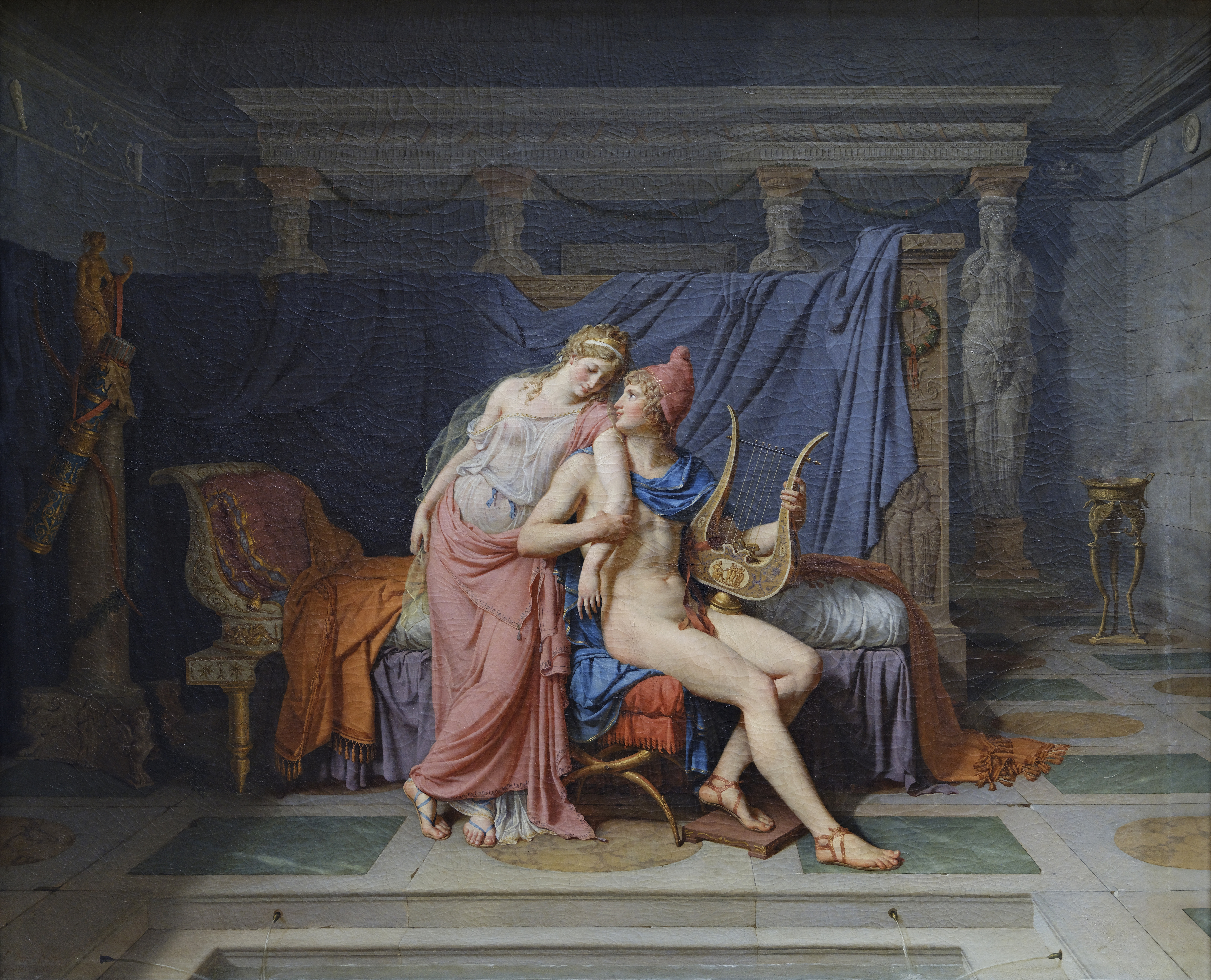

«Кохання Паріса та Єлени» — картина Жака-Луї Давіда, написана 1788 року. На полотні зображені Єлена Троянська та Паріс — персонажі Гомерової «Іліади». Картина зберігається в Луврі.